# Rudolf von Frommel
Rudolf Frommel, seit 1902 Ritter von Frommel, (* 17. Mai 1857 in Augsburg; † 12. Juli 1921 in Rauhenzell) war ein bayerischer General der Kavallerie.

## Leben

### Familie
Frommel war der Sohn eines Fabrikdirektors. Er verheiratete sich im Januar 1895 mit Fanny Steinle. Nach ihrem Tod 1897 heiratete Frommel im Februar 1898 Elisabeth von Kraft, mit der er zwei Kinder hatte.

### Militärkarriere
Er besuchte ein Humanistisches Gymnasium und trat im Anschluss 1874 in das 2. Ulanen-Regiment „König“ der Bayerischen Armee ein. Nachdem Frommel die Kriegsschule München erfolgreich absolviert hatte, wurde er 1876 zum Sekondeleutnant befördert. 1881 folgte seine Versetzung in das 2. Schwere-Reiter-Regiment „Erzherzog Franz Ferdinand von Österreich-Este“ nach Landshut. Von 1887 bis 1890 absolvierte Frommel die Kriegsakademie, die ihm die Qualifikation für die Höhere Adjutantur aussprach. Zunächst als Rittmeister war Frommel ab 1896 im Kriegsministerium tätig. Für seine Leistungen wurde Frommel 1902 mit dem Ritterkreuz des Verdienstordens der Bayerischen Krone ausgezeichnet. Mit der Verleihung war die Erhebung in den persönlichen Adel verbunden und er durfte sich nach Eintragung in die Adelsmatrikel Ritter von Frommel nennen.
Nach weiteren Beförderungen trat er als Oberst in den Truppendienst zurück und war vom 25. Februar 1905 bis 18. April 1906 Kommandeur des 1. Schwere-Reiter-Regiments „Prinz Karl von Bayern“. Anschließend folgte unter gleichzeitiger Beförderung zum Generalmajor die Ernennung zum Kommandeur der 1. Kavallerie-Brigade. Am 11. März 1910 gab er die Brigade ab, wurde zum Generalleutnant befördert und zum Inspekteur der Kavallerie ernannt. Unter Verleihung des Charakters als General der Kavallerie wurde Frommel am 27. März 1913 zur Disposition gestellt.
Mit Ausbruch des Ersten Weltkriegs wurde Frommel reaktiviert und zum Höheren Kavallerie-Kommandeur Nr. 3 ernannt. In dieser Funktion unterstanden ihm die preußische 7., sächsische 8. sowie die bayerische Kavallerie-Division, die er bei der 6. Armee zunächst während der Schlacht in Lothringen und vor Nancy-Épinal befehligte. Im September 1914 verlegte Frommel an die Ostfront und nahm hier in der Folgezeit an den Kämpfen an den Masurischen Seen, um Warschau, um Łódź sowie an der Rawka-Bzura teil. Am 23. Juni 1916 erhielt Frommel das Patent zu seinem Dienstgrad. Sein Kavallerie-Kommando wurde im November desselben Jahres umformiert und führte ab 26. November 1916 die Bezeichnung Generalkommando z. b. V. 57. Nach dem Waffenstillstand an der Ostfront beteiligten sich seine Truppen bis Ende März 1918 an der Okkupation großrussischen Gebietes. Dann kehrte Frommel an die Westfront zurück und nahm hier bis zum 6. April 1918 an den Stellungskämpfen in der Champagne teil. Wegen einer Lungenentzündung wurde er abgelöst und verbrachte die kommenden Wochen im Lazarett. Daraufhin wurde am 16. Mai 1918 seine Mobilmachungsbestimmung aufgehoben. Seine Leistungen wurde nachmalig am 15. Juli 1918 durch die Verleihung des Roten Adlerordens I. Klasse mit Schwertern gewürdigt.